# Benh Zeitlin
Benjamin Harold "Benh" Zeitlin, född 14 oktober 1982 på Manhattan, New York, är en amerikansk regissör, manusförfattare och kompositör.
Zeitlin uppmärksammades för sin långfilmsdebut Beasts of the Southern Wild (2012). Filmen renderade honom en mängd priser och nomineringar, och bland annat Oscarnominerades han i kategorierna Bästa regi och Bästa manus efter förlaga. Vid Filmfestivalen i Cannes 2012 vann han bland annat Caméra d'Or och FIPRESCI-priset.